# Pałac w Bieździedzy
Pałac w Bieździedzy – zabytkowy murowany pałac, pierwotnie wybudowany w końcu XVI w., wraz z parkiem, znajdujący się w miejscowości Bieździedza.

## Opis
Powstał w końcu XVI w. i należał wtedy do Jerzego Romera. Do Romerów należał z małą przerwą aż do 1945. Rozbudowany prawdopodobnie pod koniec XVIII w. i wówczas budowla otrzymała wygląd zbliżony do obecnego. Dobudówka południowa, w której umieszczono kuchnię pochodzi z pierwszej połowy XIX w.
Jest to  klasycystyczny murowany piętrowy budynek założony na planie zbliżonym do prostokąta.
Elewację frontową zdobi nieznaczny trzyosiowy ryzalit poprzedzony czterokolumnowym portykiem podtrzymującym balkon. Elewacja tylna to też portyk wgłębny o czterech kolumnach. Wejście oraz okna piętra ryzalitu zamknięte arkadowo.
W pobliżu pałacu zachowały się oficyna, dawna oranżeria i budynki gospodarcze oraz resztki dawnego parku dworskiego o charakterze krajobrazowym.

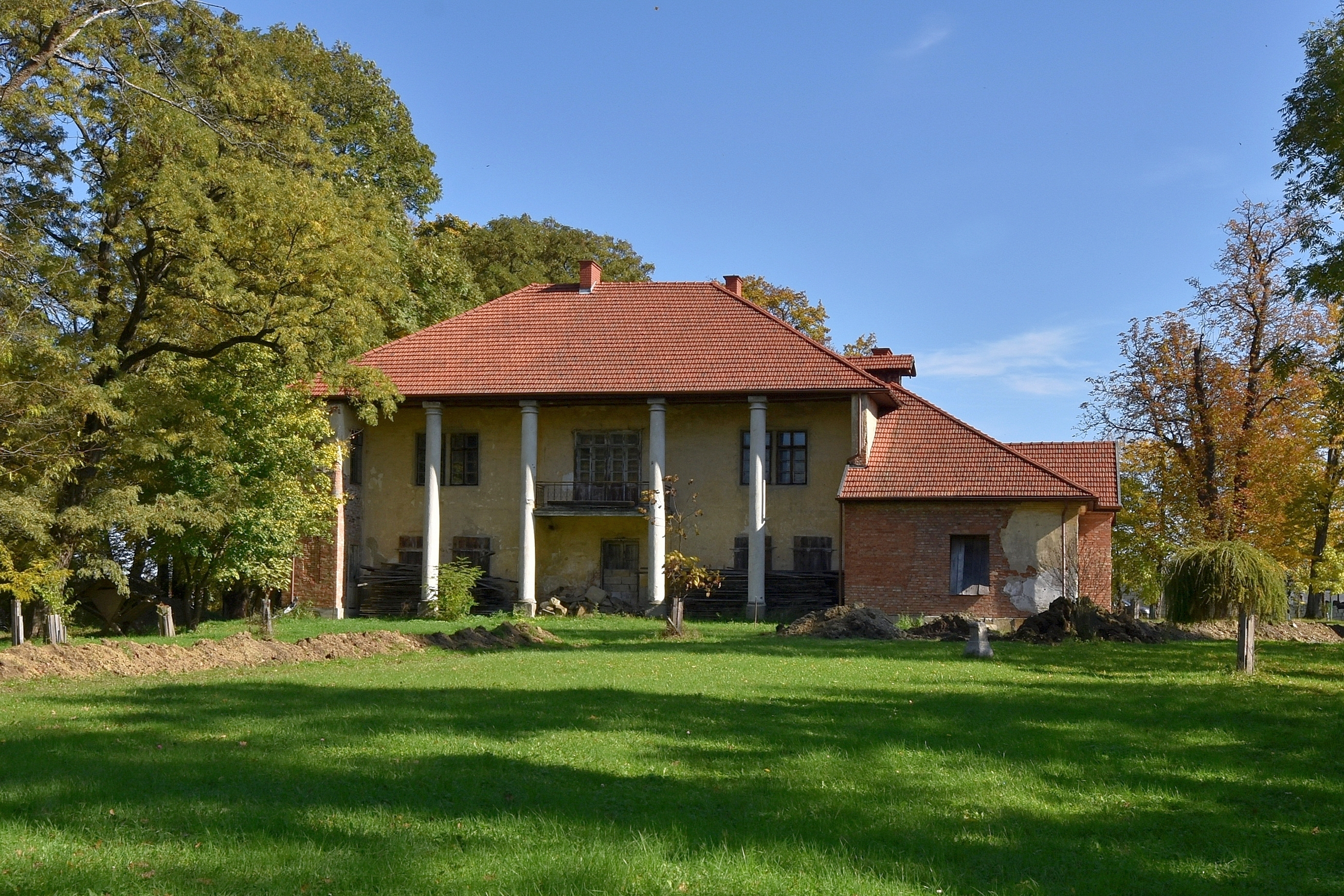
Elewacja ogrodowa
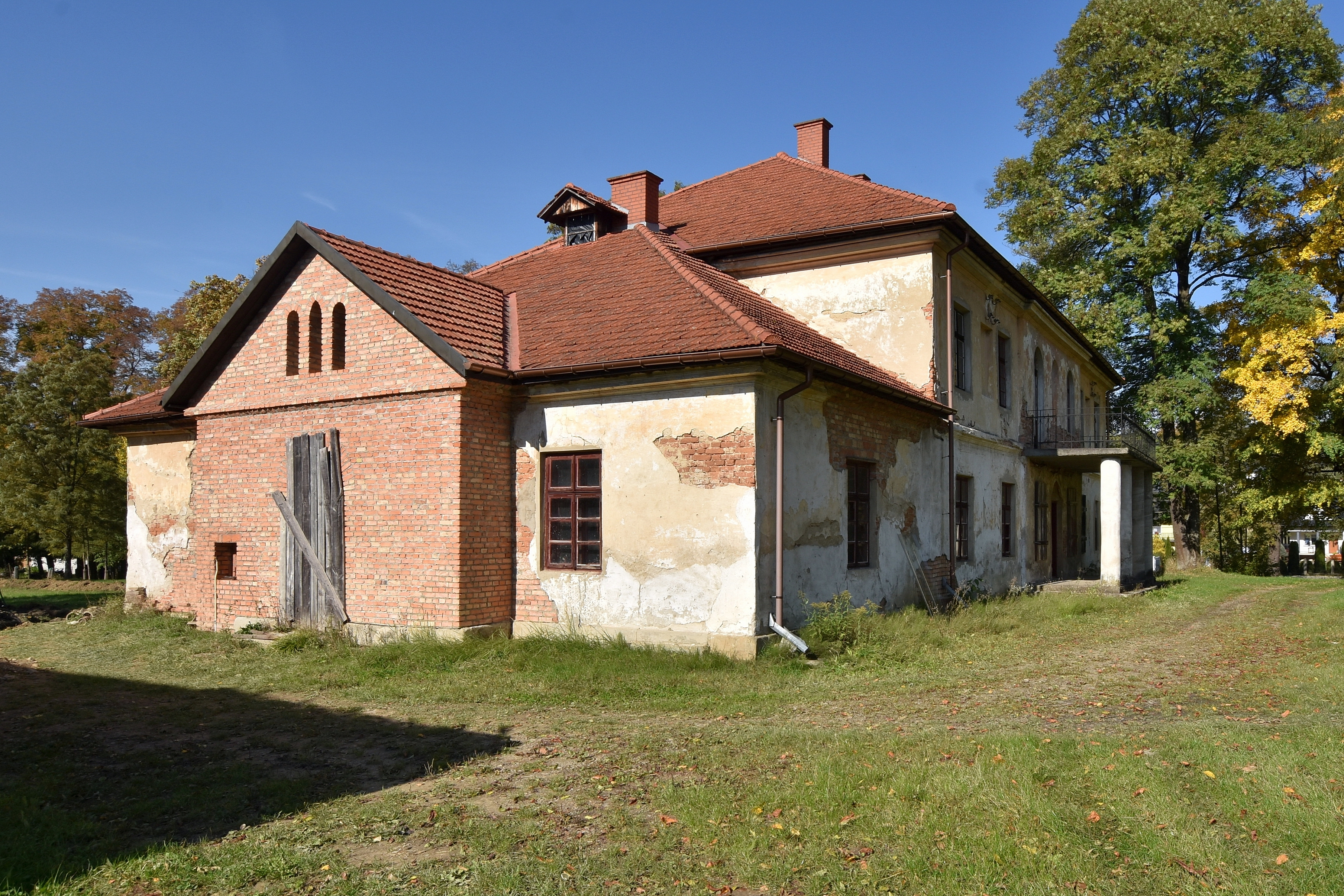
Elewacja południowa
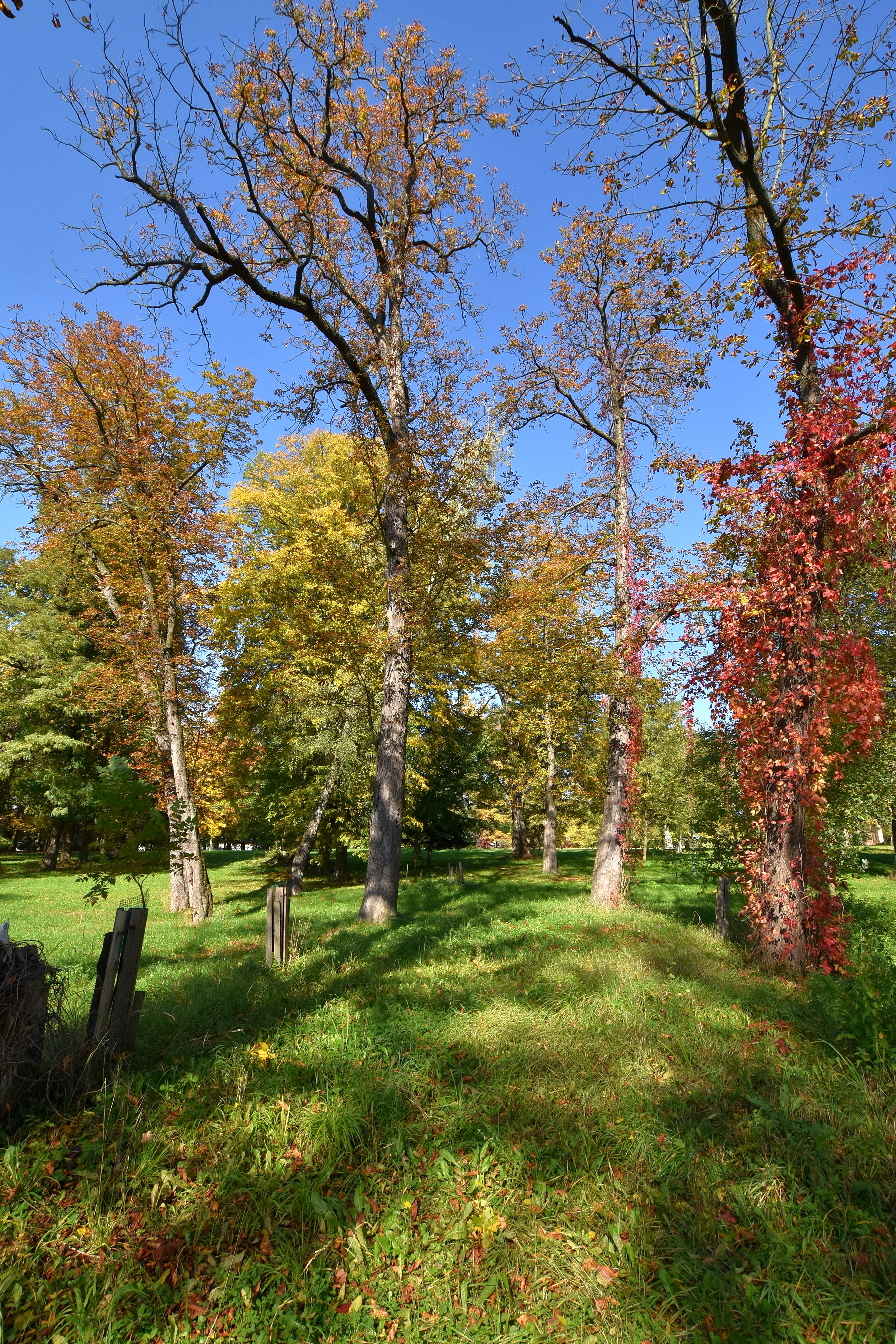
Park